# Thông thảo giả
Thông thảo giả hay còn gọi đại thông thảo, phương lăng rìa (danh pháp khoa học: Brassaiopsis ciliata) là một loài thực vật có hoa trong Họ Cuồng cuồng. Loài này được Dunn mô tả khoa học đầu tiên năm 1900.